# Беллс (Теннессі)
Беллс (англ. Bells) — місто (англ. city) в США, в окрузі Крокетт штату Теннессі. Населення — 2463 особи (2020).

## Географія
Беллс розташований за координатами 35°43′15″ пн. ш. 89°5′17″ зх. д. / 35.72083° пн. ш. 89.08806° зх. д. (35.720858, -89.087986).  За даними Бюро перепису населення США в 2010 році місто мало площу 6,04 км², з яких 6,03 км² — суходіл та 0,02 км² — водойми.

## Демографія
Згідно з переписом 2010 року, у місті мешкало 2437 осіб у 890 домогосподарствах у складі 614 родин. Густота населення становила 403 особи/км².  Було 1047 помешкань (173/км²).
Расовий склад населення:
| - 60,1 % — білих - 20,6 % — чорних або афроамериканців - 0,5 % — азіатів - 0,1 % — корінних американців - 16,3 % — осіб інших рас |

До двох чи більше рас належало 2,4 %. Частка іспаномовних становила 19,2 % від усіх жителів.
За віковим діапазоном населення розподілялося таким чином: 29,1 % — особи молодші 18 років, 55,9 % — особи у віці 18—64 років, 15,0 % — особи у віці 65 років та старші. Медіана віку мешканця становила 33,0 року. На 100 осіб жіночої статі у місті припадало 86,9 чоловіків;  на 100 жінок у віці від 18 років та старших — 82,2 чоловіків також старших 18 років.
Середній дохід на одне домашнє господарство  становив 46 265 доларів США (медіана — 37 422), а середній дохід на одну сім'ю — 54 312 долари (медіана — 43 727). Медіана доходів становила 35 921 долар для чоловіків та 28 516 доларів для жінок. За межею бідності перебувало 17,3 % осіб, у тому числі 24,1 % дітей у віці до 18 років та 12,4 % осіб у віці 65 років та старших.
Цивільне працевлаштоване населення становило 1080 осіб. Основні галузі зайнятості: виробництво — 26,1 %, освіта, охорона здоров'я та соціальна допомога — 16,9 %, науковці, спеціалісти, менеджери — 16,7 %.